# Rothkreuz (Kempten)
Rothkreuz ist ein Dorf und Ortsteil der kreisfreien Stadt Kempten (Allgäu). Das Dorf war bis zu seiner Umgliederung nach Kempten am 1. Oktober 1934 ein Ortsteil der 1818 gebildeten Ruralgemeinde Sankt Lorenz.
Das erste Haus in Rothkreuz ist 1867 entstanden, 1875 konnten bereits sieben Gebäude nachgewiesen werden.